# Eniola Badmus
Eniola Badmus (7 de septiembre de 1983) es una actriz de cine nigeriana. Estuvo en el centro de atención en 2008 después participar en la película Jenifa.

## Biografía
Eniola nació en Lagos, Nigeria, tuvo su educación básica y secundaria en Ijebu Ode. Asistió a la Universidad de Ibadán donde estudió artes teatrales y luego ingresó a la Universidad Estatal de Lagos, donde se graduó con una maestría en Economía.
El 20 de octubre de 2020, se rumoreaba que Eniola había recibido un disparo durante la Masacre de Lekki de los manifestantes de #EndSARS. Sin embargo, se apresuró a desacreditar el rumor de su muerte y declaró que, de hecho, no estuvo presente durante la protesta.

## Carrera
Debutó como actriz en 2000, pero no fue hasta 2008 cuando alcanzó reconocimiento al protagonizar dos películas yorubas tituladas Jenifa y Omo Ghetto. Ambas películas fueron fundamentales para su ascenso en la industria del entretenimiento de Nigeria, que desde entonces la ha visto como actriz principal y secundaria en varias películas yoruba e inglesas.

### Filmografía seleccionada
- Jenifa
- Angelina
- Village Babes
- Oreke Temi
- Blackberry Babes
- Mr. & Mrs Ibu
- Wicked Step-mother
- Child Seller
- Adun Ewuro
- Visa Lottery
- Ojukwu the War Lord
- Police Academy
- Not My Queen
- Battle for Justice
- Miss Fashion
- Eefa
- Omo Esu
- Black Val
- GhettoBred
- Househelp
- Karma
- Big Offer
- Jenifa
- Omo-Ghetto
- Daluchi
- Funke
- Miracle
- The-Spell
- Oshaprapra

## Premios y nominaciones
| Año  | Premiación                                            | Premio                                         | Resultado | Ref.   | Nota         |
| ---- | ----------------------------------------------------- | ---------------------------------------------- | --------- | ------ | ------------ |
| 2010 | Premios 2010 Best of Nollywood                        | Mejor actriz de reparto                        | Nominada  | [ 11 ] | -            |
| 2011 | 2011 Best of Nollywood Awards                         | Mejor Actriz en un Papel Protagónico (Yoruba)  | Nominada  | [ 12 ] | -            |
| 2011 | 2011 Best of Nollywood Awards                         | Mejor crossover en una película                | Ganadora  | [ 13 ] | -            |
| 2012 | 2012 Best of Nollywood Awards                         | Mejor actriz de reparto en una película yoruba | Nominada  | [ 14 ] | -            |
| 2014 | Premios City People Entertainment 2014                | Mejor actriz del año (Yoruba)                  | Ganadora  | [ 15 ] | -            |
| 2014 | Premios de la película Golden Icons Academy 2014      | Mejor acto cómico                              | Nominada  | [ 16 ] | -            |
| 2015 | 2015 Golden Icons Academy Movie Awards                | Mejor acto cómico                              | Ganadora  | [ 17 ] | con Akpororo |
| 2015 | 2015 Black Entertainment Film Moda Televisión y artes | Mejor actriz de África                         | Ganadora  | [ 18 ] | -            |